# Ángel de la Guarda
Ángel de la Guarda (španělsky Isla Ángel de la Guarda) je ostrov v Kalifornském zálivu Tichého oceánu východně od zátoky Bahía de los Ángeles a severozápadně od ostrova Tiburón v severozápadním Mexiku. Od kalifornského poloostrova je oddělen průlivem Canal de Ballenas. Je největším ostrovem státu Baja California. Ostrov není obydlen a je na něm stejnojmenná biologická rezervace. Administrativně patří pod obec Mexicali. Podél západního pobřeží se táhne geologicky aktivní Ballenasův zlom, který byl v roce 2009 příčinou zemětřesení o síle 6,9. Nejvyšší vrchol dosahuje nadmořské výšky 1305 m a není pojmenován.

## Flóra a fauna
Na ostrově žijí převážně ptáci a plazi. Ze savců se vyskytují netopýři, hlodavci a zavlečené divoké kočky. K endemickým druhům zde patří chřestýš Crotalus angelensis myš Peromyscus guardia. Flóru představují kaktusy, trávy, keře, sukulenty a fouquieria columnaris.